# Christian Gottlieb Schwarz

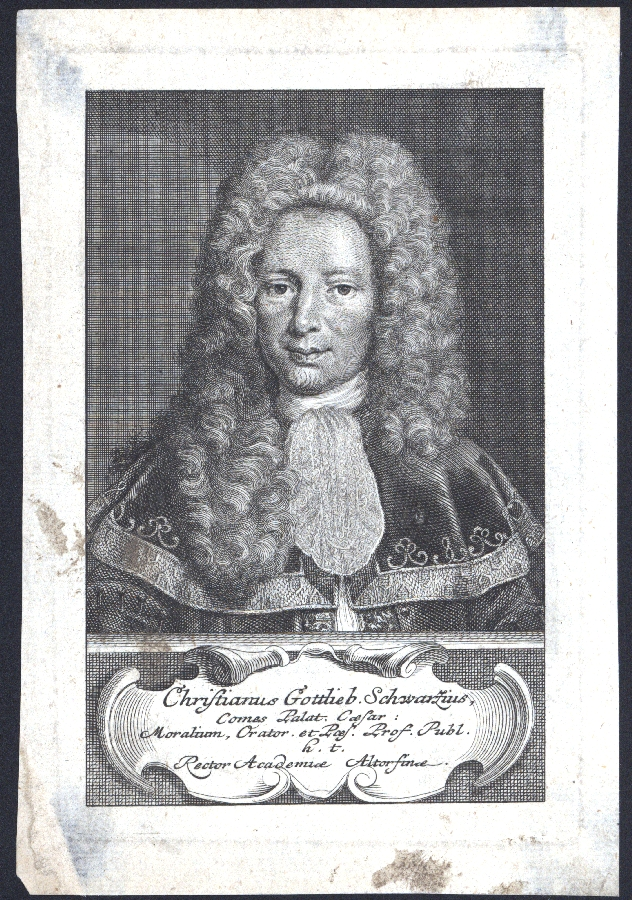
Christian Gottlieb Schwarz

Christian Gottlieb Schwarz (* 4. September 1675, anderes Datum 5. September 1675 in Leisnig; † 24. Februar 1751 in Altdorf) war ein deutscher Philologe und Hochschullehrer.

## Leben
Christian Gottlieb Schwarz war der Sohn des Rektors Paul Matthias Schwarz und dessen Ehefrau Elisabeth, Tochter des Bürgermeisters Abraham Kunz.
Er besuchte anfangs die Schule seines Vaters in Leisnig, kam dann zu einem der Gymnasien in Leipzig und war anschließend von 1690 bis 1696 Alumnus der Fürstenschule in Grimma (heute: Gymnasium St. Augustin), hier hatte er Unterricht bei Tobias Petermann († 1710), Johann Wolfgang Schönbach (1640–1700), Georg Ermel, und Samuel Jacobi.
Nach Beendigung seiner schulischen Ausbildung war er zwei Jahre Hauslehrer der Söhne des Hochfürstlich Sächsischen Hof- und Justizrats zu Sachsen-Altenburg, Johann Heinrich von Schleinitz, Herr auf Schieritz, der mit Ida Lucia, Tochter des damaligen Kurfürstlichen Sächsischen Oberhofmarschalls Hermann von Wolfframsdorff (1630–1703) verheiratet war, und immatrikulierte sich, mit der Einwilligung Hermann von Wolfframsdorffs, 1698 an der Universität Leipzig, um Theologie und Philologie zu studieren; er hörte Vorlesungen bei Gottfried Olearius, Johann Cyprian, Johann Schmid, Johann Gottlieb Hardt, Christian Ludovici und Adam Rechenberg. Beim Rektor der Nicolaischule, Johann Gottfried Herrichen (1629–1705), studierte er die griechischen Dichter, und unter Anleitung der beiden Prediger Gottlob Friedrich Seligmann und Heinrich Pipping die Bibel und geistliche Beredsamkeit.
1701 erhielt er das für die Universität Wittenberg bestimmte von Wolfframsdorffsche Stipendium und setzte dort seine Studien bis 1704 weiter fort; hier hörte er Vorlesungen bei Konrad Samuel Schurzfleisch, Georg Wilhelm Kirchmaier und Johann Deutschmann.
Nachdem er seinen Magister erhalten hatte, kehrte er nach Leipzig zurück und wurde anfangs Lehrer des einzigen Sohnes von Christoph Pfautz, der ihn auch zum Subrektor an der Nicolaischule (andere Quelle spricht von der Thomasschule) bestimmte, und war gleichzeitig Assessor an der Philosophischen Fakultät der Universität Leipzig.
1709 erhielt er Angebote von der Universität Lübeck, der Universität Danzig und der Universität Altdorf, dort zu lehren. Er entschied sich für die Universität Altdorf und erhielt die Professur für Beredsamkeit und Poesie, die im Laufe der Zeit um Vorlesungen über Moralphilosophie und die Professur der Geschichte ergänzt wurden, hierbei gab er die Poesie ab. 1711 wurde er Rektor der Universität.
Seine Studenten waren unter anderem Georg Christoph Schwarz, Johann Ludwig Spörl, Johann Siegmund Mörl, Johann Friedrich Stoy, Georg Christoph Feuerlein, Johann Konrad Spörl, Bernhard Friedrich Hummel und Johann Ulrich Tresenreuter.
Während seiner Lehrzeit an der Universität Altdorf übte er zwölfmal das Amt des Dekans und dreimal das des Rektors aus, dazu war er deren Oberbibliothekar und Leiter des Stipendienwesens.
Trotz zahlreicher Berufungen an andere Universitäten blieb er bis zu seinem Tod in Altdorf.
Christian Gottlieb Schwarz heiratete am 30. September 1710 in erster Ehe Barbara († 20. November 1712), Tochter des Nürnberger Kaufmanns Daniel Weller. 1714 heiratete er in zweiter Ehe Dorothea Maria († 1730), Tochter des Johann Hagen, Ratsaktuar in Nürnberg, und später in dritter Ehe Barbara (geb. Stark) († März 1745), Witwe des Nürnberger Kaufmanns Johann Stephan Oeder.

### Wissenschaftliches Wirken
Die wissenschaftlichen Arbeiten von Christian Gottlieb Schwarz beschäftigten sich überwiegend mit den kyklischen Dichtern, den Satiren des Sulpicius, Cicero, Plinius, lateinischer Wortkunde und Buchwesen. Sammlungen seiner kleineren Schriften sind nach seinem Tod von Gottlieb Christoph Harleß veröffentlicht worden.

## Mitgliedschaften
- Christian Gottlieb Schwarz war ein Mitglied der 1665 gegründeten wissenschaftlichen Gesellschaft Anthologia[2], der unter anderem Samuel von Pufendorf angehörte.
- Er war seit dem 30. Oktober 1731 als Nigidius Figulus[3] Mitglied der Akademie der Naturforscher Leopoldina.[4]
- Er war Mitglied der Königlich Preußischen Akademie der Wissenschaften zu Berlin.
- Seit 1710 war er unter dem Namen Melander Mitglied des Blumenordens an der Pegnitz; später war er von 1749 bis zu seinem Tod dessen Vorsitzender.

## Ehrungen und Auszeichnungen
- Christian Gottlieb Schwarz wurde zum kaiserlichen Hof- und Pfalzgrafen ernannt.
- Medailleur Andreas Vestner fertigte eine Gedächtnismünze mit seinem Bild an.

## Schriften (Auswahl)
- Miscellanea politioris humanitatis. 1721.
- De antiqua numeri senarii nota episēmon dicta. Altdorf 1724.
- Dissertatio inauguralis de speculatoribus veterum Romanorum. Altdorf 1726.
- Erläuterung des Academischen Problematis von des H.R. Reichs Erz-Schild-Herrn-Amt. Altdorf 1739.
- Christian Gottlieb Schwarz; Christoph Carl Kress von Kressenstein; Franz Köngott: Lob- und Gedächtniß-Rede, welche dem weiland Herrn Carl dem Sechsten, Erwählten Römischen Kaiser Auf Verordnung der Reichs-Stadt Nürnberg, dem 13. Februari, im Jahr 1741. daselbst unter feyerlichen Trauer-Ceremonien die lezte und verpflichteste Ehrfurcht zu bezeugen, in tiefster Unterthänigkeit. Nürnberg Köngott 1741.
- Dissertationes selectae qvibvs antiqvitatis et ivris Romani nonnvlla capita explicantvr. Erlangen 1778.
- Exercitationes academicae. Nürnberg 1783.
- Opuscula academia. 1793.